# Jastrzębie Górne i Dolne
Jastrzębie Górne i Dolne (wcześniej Pszczyńska) – osiedle samorządowe miasta Jastrzębie-Zdrój o charakterze willowo-rolniczym, obejmujące m.in. części miasta: Jastrzębie Górne i Jastrzębie Dolne.
W 2019 r. osiedle miało 4634 mieszkańców. Osiedle obejmuje obszar o powierzchni 860,20 ha i jest największym pod względem powierzchni osiedlem w mieście.
Osiedle w swoich granicach administracyjnych obejmuje zabudowania jedno- i wielorodzinne dawnych wsi Jastrzębie Górne (większość dawnego obszaru wsi) i Jastrzębie Dolne (niewielki fragment - większość terenu dawnej wsi znajduje się w granicach Osiedla Przyjaźń). Graniczy od północy z sołectwem Szeroka, Osiedlem Zofiówka i gminą Mszana w powiecie wodzisławskim (wieś Gogołowa), od zachodu z Osiedlem Przyjaźń, od południa z osiedlami Zdrój, Staszica, Morcinka, Barbary i sołectwem Bzie, a od wschodu z gminą Pawłowice w powiecie pszczyńskim (wsie Krzyżowice i Pniówek).

## Historia
Jastrzębie Dolne pierwszy raz wzmiankowane było jako samodzielna wieś lokowana na prawie niemieckim pod nazwą Hermansdorf. W czasach średniowiecza należało do Wodzisławskiego Państwa Stanowego, a po II wojnie światowej do 1975 r. do powiatu wodzisławskiego.
Obecną jednostkę pomocniczą utworzono w 2002 r. W 2010 r. zmieniono nazwę osiedla z Pszczyńska na Jastrzębie Górne i Dolne.

## Zabudowa
Jednym z obiektów zabytkowych w osiedlu jest barokowo-klasycystyczny kościół parafialny św. Katarzyny z 1825 roku, zbudowany w miejscu dawnego kościoła drewnianego, z którego po pożarze zachował się m.in. obraz Opatrzności Bożej z 1764 roku. Obok kościoła – klasycystyczna kaplica grobowa z początku XIX wieku.
Na cmentarzu przy kościele znajduje się mogiła i pomnik pięciu powstańców śląskich, a przed bramą mogiła i tablica upamiętniającą 34 więźniów oświęcimskich, ofiar ewakuacji obozu w 1945 roku. (marsz śmierci).

## Wspólnoty religijne
- Kościół Adwentystów Dnia Siódmego
- Kościół rzymskokatolicki, parafia pw. NMP Matki Sprawiedliwości i Miłości Społecznej
- Kościół rzymskokatolicki, parafia pw. św. Katarzyny
- Zbór Ewangelii Łaski

## Przysiółki
Na terenach należących obecnie do osiedla znajdują się następujące przysiółki:
- Dębina
- Dubielec
- Jastrzębie Dolne
- Jastrzębie Górne
- Pochwacie